# アレクサンドラ・トゥルソワ
アレクサンドラ・ヴャチェスラヴォヴナ・トゥルソワ（ロシア語: Александра Вячеславовна Трусова、ロシア語ラテン翻字: Alexandra Viacheslavovna Trusova、2004年6月23日 - ）は、ロシアのフィギュアスケート選手（女子シングル）。トルソワと表記されることもある。2022年北京オリンピック銀メダリスト。2021年世界選手権銅メダリスト。女子シングル史上初の4回転ルッツ、4回転フリップ、4回転トウループ成功者である。

## 経歴
2004年6月23日にリャザンで生まれた。

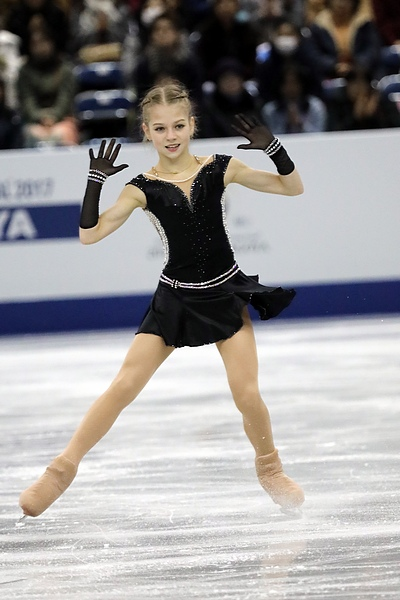
2017年JGPファイナル

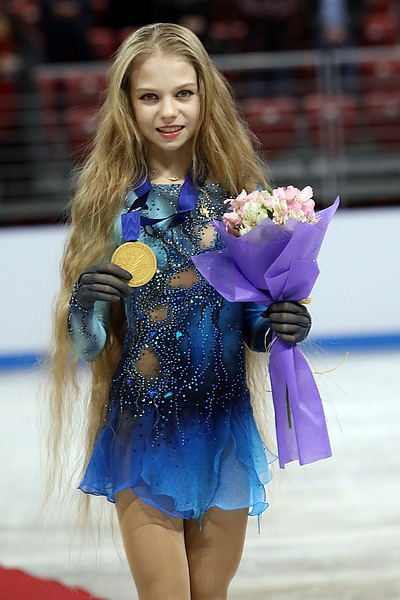
2018年世界ジュニア選手権

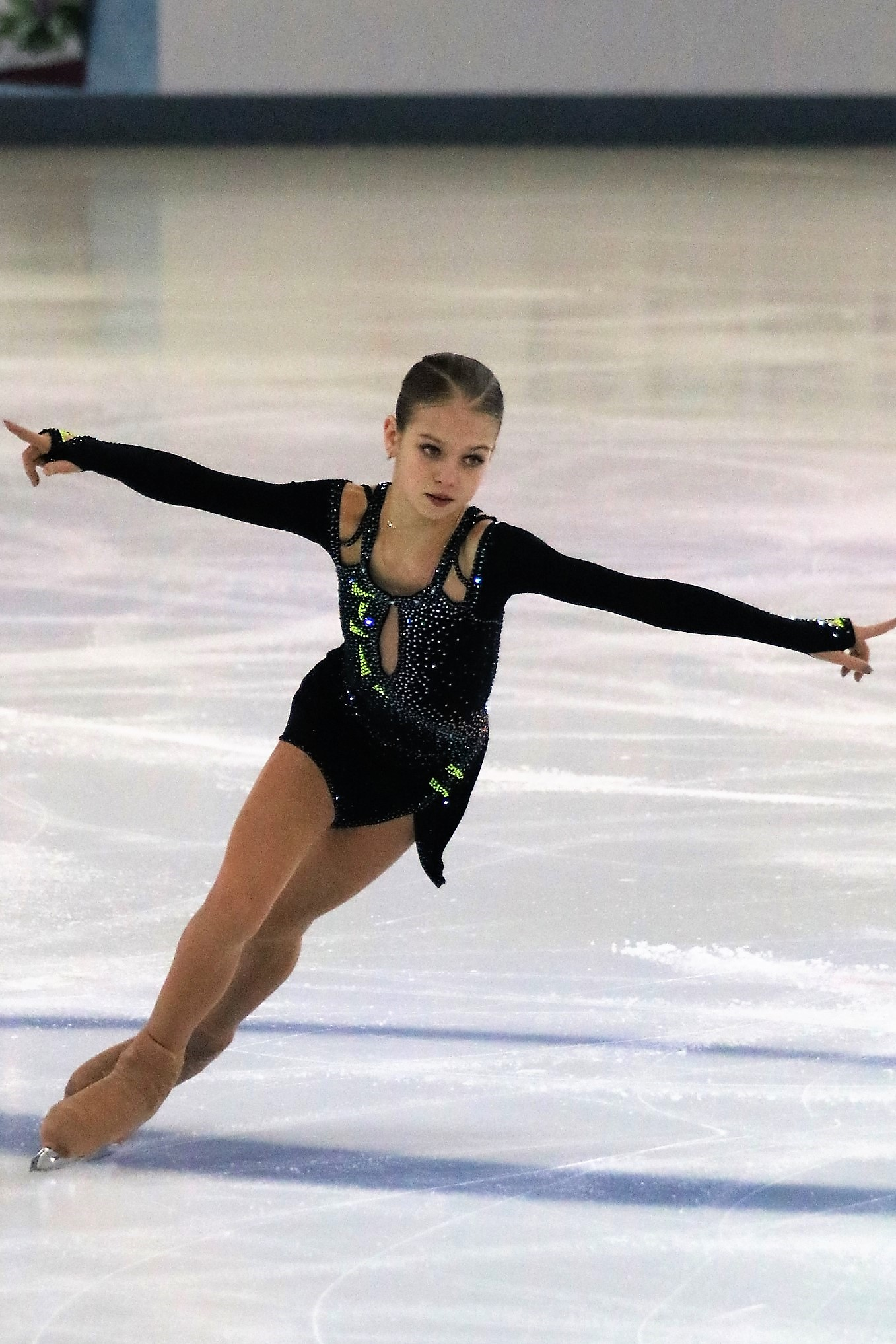
2019年ロシア選手権

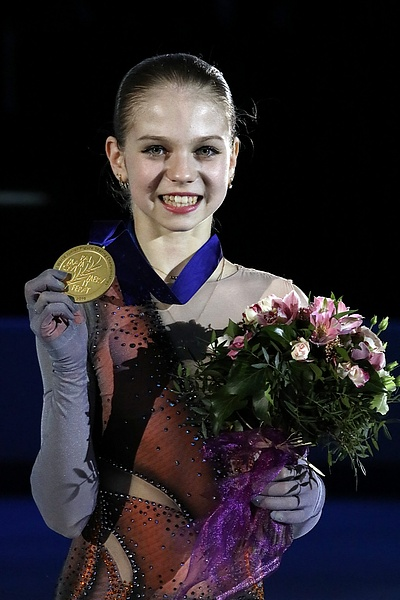
2019世界ジュニア選手権

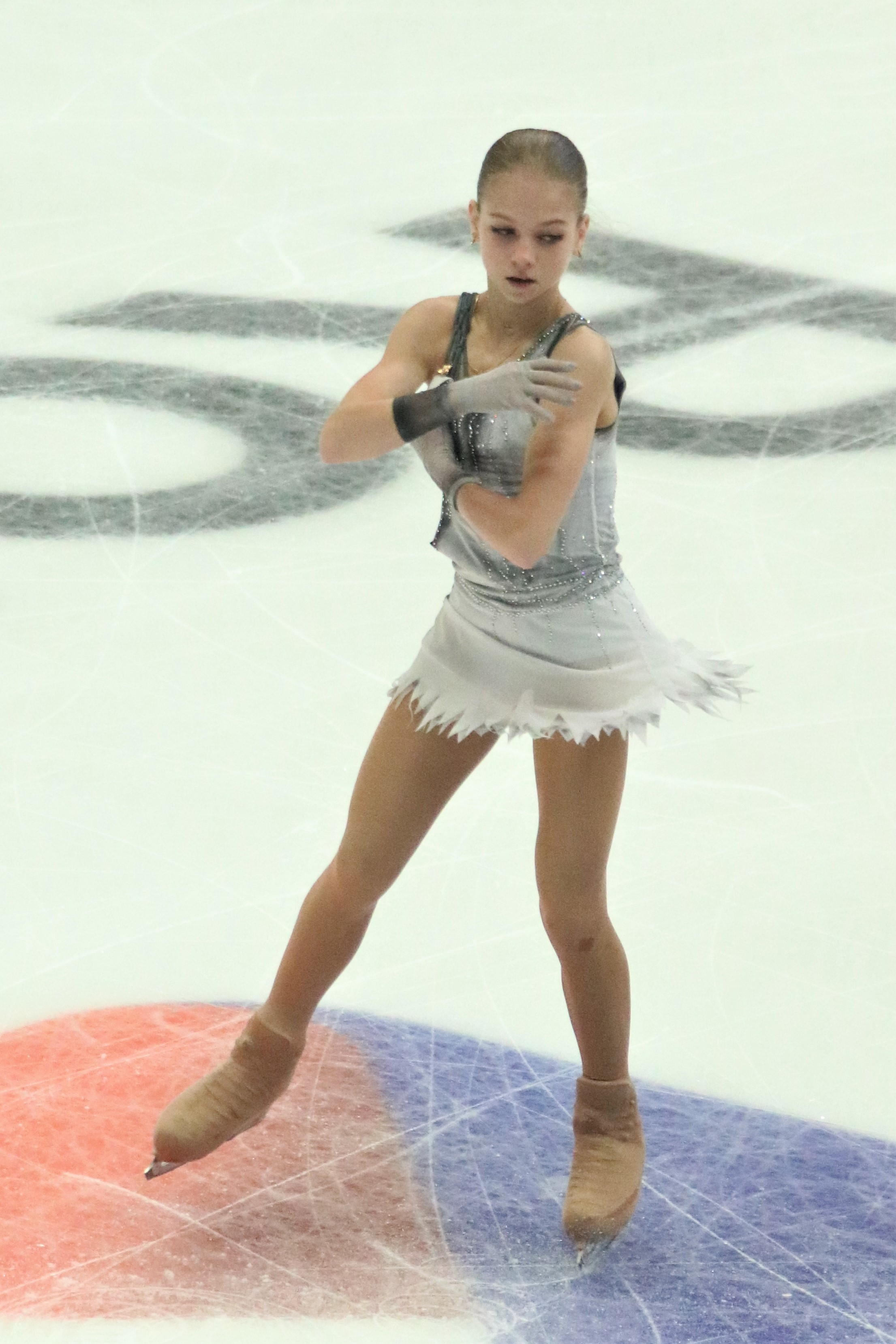
2019年ロステレコム杯

祖父と父は元テコンドーと柔道の選手、母は元陸上選手（短距離）弟達もサンボ70（競技は柔道）に所属し通うアスリート家系に生まれ育った。
2.3歳の頃には、両親が「このエネルギーを発散させなければ、普通の生活をしていくのが困難となる。」と、振り返るほどにエネルギッシュであった。まだ、スポーツをさせるには難しいからと、当時テコンドー選手であった父が、自身のトレーニングジムに連れて行き、トラックで一緒に走り、腕立て伏せ・ロープの登り方・懸垂バーにぶら下がる方法を教えた。ジムの仲間やトレーナーからは、トゥルソワは、体操か格闘技を選ぶべきだとアドバイスをされたと話している。
2008年にフィギュアスケートを始め、オルガ・シェフツォワにコーチされた。2015年にモスクワに移り、アレキサンダー・ヴォルコフのコーチを受けた。2016年にエテリ・トゥトベリーゼとセルゲイ・デュダコフがコーチになった。2020年5月に「サンボ70」を離れ、同じモスクワ市内の「エンジェルズ・オブ・プルシェンコ」に移籍した。

### ジュニア時代
2017年グランプリシリーズのJGPブリスベンで国際デビュー。SPとフリーともに1位で優勝し、デビュー戦を飾った。この時の、回転不足ではあるが着氷した4回転サルコウなどで獲得した合計スコア197.69点は、アリーナ・ザキトワと本田真凜に次ぐ、ジュニア女子史上3番目に高い記録だった。JGPミンスク・アリーナ杯でも優勝し、JPGファイナルにも出場。SPで、当時のジュニア史上最高得点となる73.25点を記録。フリーはアリョーナ・コストルナヤにわずか0.5点及ばずも、合計得点で勝ち、優勝した。ロシアジュニア選手権もコストルナヤに競り勝ち優勝。
2018年世界ジュニア選手権でも優勝を果たす。特にフリースケーティングにおいて、4回転トウループと4回転サルコウを成功。ISU公式大会において、女子で4回転サルコウを成功させたのは、安藤美姫に次いで二人目、4回転トウループを成功させたのは史上初であり、更に1つのプログラム内で2度の4回転ジャンプを成功させた最初の女子選手となった。
この時のフリースケーティングにおける技術点92.35点は、平昌オリンピック金メダルのアリーナ・ザギトワを上回る得点であり、女子シニアの世界最高得点をも10点近く上回る点数である（2018年世界ジュニア選手権大会当時）。フリー全体の153.49点も史上最高記録だった。
2018年JGPアンバー杯にて女子選手として初めて4回転-3回転のコンビネーションジャンプを成功させ、JGPアルメニアン杯では女子選手として初めて4回転ルッツに成功。2018年ロシアジュニア選手権でトゥルソワはSPで出遅れていたが、フリーで164.44点という驚異的なスコアを叩き出し、SP首位のコストルナヤを上回った。参考記録ながらフリーの164.44点は、シニアを含めてもアリーナ・ザギトワが記録した2018-19シーズンの世界最高記録を上回っている。
2018年JPGファイナルはアリョーナ・コストルナヤに次ぐ、ロシア選手権はアンナ・シェルバコワに次ぐ準優勝だった。それでも世界ジュニア選手権ではシェルバコワに勝り、連覇に成功した。

### シニア時代

#### 2019/20シーズン：デビュー 4回転ジャンプによる世界記録樹立
2019年にチャレンジャーシリーズのネペラ記念でシニア国際デビュー。いくつかの新記録を打ち立てる衝撃のデビュー戦となった。具体的には、女子選手として初めて1つのプログラム内で3度の4回転ジャンプを成功させた。フリーの163.78点と合計得点238.69点は新記録。また、フリーでの技術要素スコア（TES）98.34点も、世界記録だった。さらに、4回転ルッツで獲得した14.72点は、女子選手によるシングルジャンプの最高得点だった。
10月のジャパンオープンで4回転4本を成功させたが、減点もあったことや、スコアはISU非公認の大会だったので、認定はされなかった。
2019年スケートカナダでグランプリシリーズ初出場。フリーで4回転ジャンプ4回の構成に挑戦。冒頭の4回転サルコウは転倒したものの、4回転ルッツ、4回転トウループ-3回転トウループ、そしてプログラム後半に女子史上初となる4回転トウループ-1回転オイラー-3回転サルコウの3連続ジャンプを成功。後半の4回転ジャンプ成功は初の女子選手として初である。また、女子選手として初めてTES100点超えを果たし、166.62点という驚異的なスコアをマークした。
グランプリファイナルでは、SPで初めて3回転アクセルを組み込むも失敗。しかし、女子選手として初めて4回転フリップを成功させた。ただし、4回転5本という女子史上前人未到の内容を予定したが2本は失敗した。3位だった。ロシア選手権と欧州選手権でも4回転ジャンプを決めきれず、3位。以後はCOVID-19感染流行の影響でキャンセルされた。
2020年5月6日、ロシアメディアのNevasportとSport24が、トゥルソワがエフゲニー・プルシェンコのアカデミーに参加するため、エテリ・トゥトベリーゼと別れることを決定したと発表した。

#### 2020/21シーズン：世界選手権3位
ロシア杯では、SPで相変わらず3回転アクセルに苦しみ、70.81は2017年9月以降で最低のスコア。フリーでもジャンプを失敗し、2017年ロシアジュニア選手権以来初めて表彰台に上がれない敗戦を喫した。続くロシア選手権では怪我もあり、3回転アクセルを外したSPと、4回転2本のみのフリーと抑えた内容で、3位に入った。試合後には「これが今自分にできる限界です。」と述べた。
世界選手権のSPでは、コンビネーション冒頭の3回転ルッツで手を着くまさかのミスで12位に沈む。しかし、フリーは4種類の4回転ジャンプを計5本も組み込む男子並みの高難度のプログラム構成で挑み、転倒や回転不足はあったものの2本は決めて、3位まで順位を上げた。1位にシェルバコワ、2位にエリザベータ・トゥクタミシェワとロシア勢が表彰台を独占し、1国が独占するのは1991年のアメリカ勢以来のことだった。
2021年5月にプルシェンコから離れ、エテリの元へ戻った。

#### 2021/22シーズン：北京オリンピック銀メダル
スケートアメリカ直前で脚を怪我するも、4回転を1本にする堅実な内容を質高く滑り優勝した。この負傷で11月のNHK杯を欠場し、代表選考への影響が懸念される中、ロシア選手権に出場。SPは3回転アクセルを失敗して4位に留まるが、フリーでは4回転ジャンプを4本中3本成功させて2位に入り、五輪代表を内定させた。
北京五輪でオリンピック初出場を果たした。SPでは3回転アクセルでの転倒や3回転フリップの軽度の踏切り違反で減点され、3位の坂本花織とは5点差以上の4位に留まる。しかし、フリーでは自らの堅い意志で、4回転5本という成功すれば女子史上初となる異次元の構成に挑んだ。減点もあったがすべて着氷し、自己ベストにして五輪新記録となる、177.13点を叩き出した（TES 106.16）。合計も自己ベストの251.73点を出し、シェルバコワに次ぐ銀メダルを獲得した。しかし、「結果には満足していない。怒りと失望があった」と述べたように、4回転5本跳んでも勝てなかったことや、シニアで主要大会の金メダルを持っていないこと、精神的負担から順位確定後に泣き崩れるなど大荒れの様子を見せた。それでも、4回転フリップ・ルッツと4種類の4回転5本着氷は五輪女子史上初の偉業である。また、フリーの後半に4回転ルッツ-3回転トウループを成功させたのは男女シングルを通じて彼女が史上初だった。

## 技術・演技

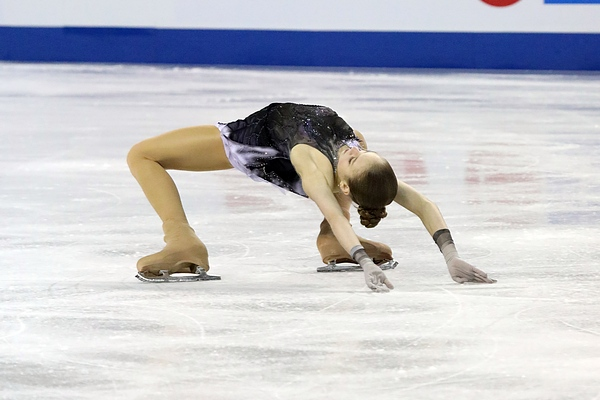
2019年スケートカナダSPでのクリムキンイーグル

アクセルを除く5種類の3回転ジャンプと、トウループ、サルコウ、フリップ、ルッツの4種類の4回転ジャンプを跳ぶことが出来る。3回転アクセルも試合で取り入れてはいるが、まだ本番でクリーンに成功させたことはない。練習では4回転ループにも取り組んでいる。4回転トウループ、4回転フリップ、4回転ルッツを公式戦で初めて成功させた女子選手である。
セカンドジャンプに3回転ループを跳ぶことも出来るため、コンビネーションジャンプのバリエーションが豊富であり、4回転からの1回転オイラーを含めた3連続ジャンプも女子選手として初めて成功させている。4回転-3回転のコンビネーションジャンプ、プログラム後半に4回転ジャンプを成功させたのも女子史上初である。4回転ルッツ-3回転トウループという男子でも非常に難度の高いコンビネーションも跳ぶことができ、フリースケーティングの後半に成功させたのは男女シングルを通じて彼女が初である。さらに練習では4回転ルッツ-3回転ループという競技会でまだ成功者のいない難しい組み合わせのコンビネーションも成功させている。加えて2回転アクセル-4回転トウループというセカンドジャンプに4回転を入れたコンビネーションも練習では着氷させている。
また、スプレッドイーグルの状態から膝を曲げ上体を後ろに倒したまま水平保持するクリムキンイーグルを演技のトレードマークとしており、その姿勢を数秒保持した直後に3回転ルッツ-3回転ループという高難度のコンビネーションを跳ぶ事もできる。
一方でフリップジャンプでは、時折軽度の踏切違反を取られることがある。

## 人物
- ソチ・オリンピック団体戦の金、平昌オリンピック女子シングルの金・銀メダリストを育てたエテリ・トゥトベリーゼを経て、エフゲニー・プルシェンコから指導を受けていたが、現在は再びエテリ・トゥトベリーゼから指導を受けている。チームメイトであるアンナ・シェルバコワ、アリョーナ・コストルナヤとフィギュアスケートの国際的な年齢規定で同世代である。
- 愛用のティッシュケースは同門のエフゲニア・メドベージェワから贈られた日本のフィギュアスケートアニメ、ユーリ!!! on ICEに登場するプードルのマッカチンを模したもの。
- 幼少期にアニメ「塔の上のラプンツェル」を見て主人公に憧れ、髪をしっかりと切ったことはなく、毛先を整える程度[22]。そのため、結っていないと驚くほど長い。
- ウォームアップを大切にしており、リンクに行く前にジムで1時間ストレッチを行い「まだ準備ができていない」と、気づいたら氷上練習には入らず、ウォームアップを続ける。クールダウンも同様にジムで30分ほど運動してから帰宅するようにしている。
- 怪我は、男子トップ陣の同等以上の4回転ジャンプを跳び続けているが、競技人生の中では2回だけである。1回目は幼い頃に、友人のブレードが当たり裂傷を負ったことと、2021-2022年シーズンのGPSアメリカ大会の前に、足を疲労骨折し、アメリカ大会で4回転ルッツを1つだけ跳び優勝後にNHK杯を棄権したことだけであった。
- 2019-2020年シーズン中に、身長が7cm伸びた為、衣装を少しずつリメイクしていたと、担当衣装デザイナーが話している。
- 食事に関しては、「朝食はポリッジかパンケーキか目玉焼きを食べ、昼食もしっかり食べて、夕食はタンパク質を基本にして食べている。」「遺伝的に太らないのか余剰カロリーが残らないくらい練習しているのか不明だが、体重の増加を気にしたことはない」と、自身の伝記で話している。
- 甘いものを特別好きなわけではないが、友人とケーキをワンカット食べる程度で十分であると語っている。作ることは好きで、定期的に練乳クッキー等の焼き菓子を作り、エンジェル・オブ・プルシェンコ・アカデミーの生徒たちに振舞っていた。

## 記録

### スコア
- 女子シングルジュニアクラスショートプログラム世界最高得点（73.25） - 2017年ジュニアグランプリファイナル[23]
- 女子シングルジュニアクラスフリースケーティング世界最高得点（153.49） - 2018年世界ジュニア選手権）[23]
- 女子シングルジュニアクラストータルスコア世界最高得点（225.52） - 2018年世界ジュニア選手権）[23]
- 女子シングルフリースケーティング技術点世界最高得点（100.20） - 2019年スケートカナダ
- 女子シングルフリースケーティング世界最高得点（166.62）　- 2019年スケートカナダ
- 女子シングルトータルスコア世界最高得点（241.02）　- 2019年スケートカナダ（2019年にアリョーナ・コストルナヤが更新）

### ジャンプ
- 女子初となる、4回転トウループ成功 - 2018年世界ジュニア選手権
- 女子初となる、4回転フリップ成功 - 2019年グランプリファイナル
- 女子初となる、4回転ルッツ成功 - 2018年JGPアルメニアン杯
- 女子2人目となる、4回転サルコウ成功 - 2018年世界ジュニア選手権（1人目は安藤美姫、2002年）
- 女子初となる、4回転-3回転のコンビネーションジャンプ成功 - 2018年JGPアンバー杯
- 女子初となる、4回転からの3連続ジャンプ成功 - 2019年スケートカナダ
- 女子初となる、同じプログラムで3回の4回転ジャンプ成功 - 2019年ネペラ記念
- 女子初となる、プログラム後半に4回転ジャンプ成功 - 2019年スケートカナダ

## 主な戦績
| 冬季オリンピック                                                  |     |     |     |   |   |   | 2  |    |
| 世界選手権                                                        |     |     |     |   | C | 3 |    |    |
| 欧州選手権                                                        |     |     |     |   | 3 | C | 2  |    |
| GPファイナル                                                      |     |     |     |   | 3 |   |    |    |
| GPロステレコム杯                                                  |     |     |     |   | 1 | 4 |    |    |
| GPスケートカナダ                                                  |     |     |     |   | 1 |   |    |    |
| GPスケートアメリカ                                                |     |     |     |   |   |   | 1  |    |
| GP NHK杯                                                          |     |     |     |   |   |   | WD |    |
| CSネペラ記念                                                      |     |     |     |   | 1 |   |    |    |
| CS USクラシック                                                   |     |     |     |   |   |   | 1  |    |
| 国内大会                                                          |     |     |     |   |   |   |    |    |
| ロシア選手権                                                      |     |     |     | 2 | 3 | 3 | 1  | WD |
| ロシアJr.選手権                                                   |     | 4   | 1   | 1 |   |   |    |    |
| ロシア杯ファイナル                                                |     | 3 J | 2 J |   |   |   |    |    |
| ロシア杯第2ステージ                                               |     |     |     |   |   | 1 |    |    |
| ロシア杯第4ステージ                                               |     |     |     |   |   | 1 |    |    |
| ロシアノービス選手権                                              | 5 A | 3 A |     |   |   |   |    |    |
| 国際大会（ジュニア・ノービス）                                    |     |     |     |   |   |   |    |    |
| 世界Jr.選手権                                                     |     |     | 1   | 1 |   |   |    |    |
| JGPファイナル                                                     |     |     | 1   | 2 |   |   |    |    |
| JGPアルメニアン杯                                                 |     |     |     | 1 |   |   |    |    |
| JGPアンバー杯                                                     |     |     |     | 1 |   |   |    |    |
| JGPブリスベン                                                     |     |     | 1   |   |   |   |    |    |
| JGPミンスク・アリーナ杯                                           |     |     | 1   |   |   |   |    |    |
| タリントロフィー                                                  | 2 N |     |     |   |   |   |    |    |
| 団体戦                                                            |     |     |     |   |   |   |    |    |
| ジャパンオープン                                                  |     |     |     |   | 1 |   |    |    |
| 表記なし = シニア、J = ジュニア、N = ノービス、A = 年長、B = 年少 |     |     |     |   |   |   |    |    |

### 詳細
| 2021-2022 シーズン    |                                                      |         |          |          |
| 開催日                | 大会名                                               | SP      | FS       | 結果     |
| 2021年10月22日 - 24日 | ISUグランプリシリーズ スケートアメリカ（ラスベガス） | 1 77.69 | 1 154.68 | 1 232.37 |

| 2020-2021 シーズン    |                                                      |          |          |          |
| 開催日                | 大会名                                               | SP       | FS       | 結果     |
| 2021年3月22日 - 28日  | 2021年世界フィギュアスケート選手権（ストックホルム） | 12 64.82 | 1 152.38 | 3 217.20 |
| 2020年12月23日 - 27日 | ロシアフィギュアスケート選手権（チェリャビンスク）   | 4 75.76  | 3 170.61 | 3 246.37 |
| 2020年11月20日 - 24日 | ISUグランプリシリーズ ロステレコム杯（モスクワ）     | 3 70.81  | 4 128.12 | 4 198.93 |
| 2020年11月8日 - 12日  | ロシア杯第4ステージ（カザン）                        | 2 77.42  | 1 171.21 | 1 248.63 |
| 2020年10月10日 - 13日 | ロシア杯第2ステージ（モスクワ）                      | 3 75.77  | 1 164.82 | 1 240.59 |

| 2019-2020 シーズン    |                                                        |         |          |          |
| 開催日                | 大会名                                                 | SP      | FS       | 結果     |
| 2020年1月20日 - 26日  | 2020年ヨーロッパフィギュアスケート選手権（グラーツ）   | 3 74.95 | 3 150.39 | 3 225.34 |
| 2019年12月24日 - 29日 | ロシアフィギュアスケート選手権（クラスノヤルスク）     | 3 76.46 | 3 149.88 | 3 226.34 |
| 2019年12月5日 - 8日   | 2019/2020 ISUグランプリファイナル（トリノ）            | 5 71.45 | 3 161.73 | 3 233.18 |
| 2019年11月15日 - 17日 | ISUグランプリシリーズ ロステレコム杯（モスクワ）       | 2 74.21 | 1 160.26 | 1 234.47 |
| 2019年10月25日 - 27日 | ISUグランプリシリーズ スケートカナダ（ケロウナ）       | 3 74.40 | 1 166.62 | 1 241.02 |
| 2019年10月5日 - 5日   | 2019年ジャパンオープン（さいたま）                     |         | 1 160.53 | 1 団体   |
| 2019年9月19日 - 21日  | ISUチャレンジャーシリーズ ネペラ記念（ブラチスラヴァ） | 1 74.91 | 1 163.78 | 1 238.69 |

| 2018-2019 シーズン     |                                                        |         |          |          |
| 開催日                 | 大会名                                                 | SP      | FS       | 結果     |
| 2019年3月4日 - 10日    | 2019年世界ジュニアフィギュアスケート選手権（ザグレブ） | 2 72.49 | 1 150.40 | 1 222.89 |
| 2019年1月31日 - 2月4日 | ロシアジュニアフィギュアスケート選手権（ペルミ）       | 7 69.55 | 1 164.44 | 1 233.99 |
| 2018年12月19日 - 23日  | ロシアフィギュアスケート選手権（サランスク）           | 2 74.96 | 2 154.75 | 2 229.71 |
| 2018年12月5日 - 9日    | JGP ファイナル（バンクーバー）                         | 2 74.43 | 2 140.77 | 2 215.20 |
| 2018年10月10日 - 13日  | JGP アルメニアン杯（エレバン）                         | 1 74.19 | 1 146.81 | 1 221.00 |
| 2018年9月5日 - 8日     | ISUジュニアグランプリ JGPアンバー杯（カウナス）        | 1 74.74 | 1 146.70 | 1 221.44 |

| 2017-2018 シーズン   |                                                           |         |          |          |
| 開催日               | 大会名                                                    | SP      | FS       | 結果     |
| 2018年3月5日 - 11日  | 2018年世界ジュニアフィギュアスケート選手権（ソフィア）    | 1 72.03 | 1 153.49 | 1 225.52 |
| 2018年2月19日 - 23日 | ロシア杯ファイナルジュニア（ノヴゴロド）                  | 6 65.78 | 1 143.14 | 2 208.92 |
| 2018年1月23日 - 26日 | ロシアジュニアフィギュアスケート選手権（サランスク）      | 1 74.25 | 3 137.84 | 1 212.09 |
| 2017年12月7日 - 10日 | 2017/2018 ISUジュニアグランプリファイナル（名古屋）       | 1 73.25 | 2 132.36 | 1 205.61 |
| 2017年9月20日 - 23日 | ISUジュニアグランプリ JGPミンスク・アリーナ杯（ミンスク） | 1 69.72 | 1 126.60 | 1 196.32 |
| 2017年8月23日 - 26日 | ISUジュニアグランプリ JGPブリスベン（ブリスベン）         | 1 65.57 | 1 132.12 | 1 197.69 |

| 2016-2017 シーズン   |                                                                |         |          |          |
| 開催日               | 大会名                                                         | SP      | FS       | 結果     |
| 2017年3月3日 - 7日   | ロシアフィギュアスケートノービス選手権年長（サランスク）       | 2 63.64 | 4 120.19 | 3 240.67 |
| 2017年2月13日 - 17日 | ロシア杯ファイナルジュニア（サランスク）                       | 6 65.14 | 3 125.75 | 3 190.89 |
| 2017年2月3日 - 5日   | ロシアジュニアフィギュアスケート選手権（サンクトペテルブルク） | 6 64.95 | 4 129.65 | 4 194.60 |

| 2015-2016 シーズン    |                                                                    |         |          |          |
| 開催日                | 大会名                                                             | SP      | FS       | 結果     |
| 2016年3月3日 - 7日    | ロシアフィギュアスケートノービス選手権年長（スタールイ・オスコル） | 2 62.15 | 7 106.69 | 5 221.24 |
| 2015年11月18日 - 22日 | 2015年タリントロフィー ノービスクラス（タリン）                    | 5 36.23 | 1 76.88  | 2 113.11 |

| 2014-2015 シーズン   |                                                          |         |         |          |
| 開催日               | 大会名                                                   | SP      | FS      | 結果     |
| 2015年3月19日 - 23日 | ロシアフィギュアスケートノービス選手権年少（ノヴゴロド） | 2 49.37 | 2 77.82 | 3 173.51 |

## プログラム使用曲
| シーズン  | SP | FS | EX |
| --------- | --- | --- | --- |
| 2021-2022 | 映画『フリーダ』より - Benediction and Dream - Solo tu - Alcoba Azul 作曲：エリオット・ゴールデンサール 振付：ダニイル・グレイヘンガウス               | 映画『クルエラ』より - Call Me Cruella 作曲：フローレンス・アンド・ザ・マシーン - The True Story of Cruella's Birth 作曲：ニコラス・ブリテル - I Wanna Be Your Dog ／ジョン・マックレア 振付：ダニイル・グレイヘンガウス                                                                                                  | ワンダーウーマン - Song to the Siren performed by Rose Betts - Wonder Woman, a Call to Stand 作曲：(サウンドトラック『ジャスティス・リーグ:ザック・スナイダーカット』から) 作曲：ハンス・ジマー |
| 2020-2021 | - Love Story 曲：ローラ・アスタノヴァ/ステファン・ハウザー - Appassionata 曲：シークレット・ガーデン 振付：セルゲイ・ロザノフ/エフゲニー・プルシェンコ | 映画『ロミオ+ジュリエット(1996年)』より - O Verona 作曲：クレイグ・アームストロング映画『ロミオとジュリエット(2013年)』より - Come, Gentle Night 作曲：アベル・コジェニオウスキバレエ『ロメオとジュリエット』より - Dance of the Knights 作曲：セルゲイ・プロコフィエフ 振付：セルゲイ・ロザノフ/エフゲニー・プルシェンコ | - Game of Survival 曲：リュエル |
| 2019-2020 | 『ペール・ギュント 作品23』より - ソルヴェイグの歌 - 山の魔王の宮殿にて 作曲：エドヴァルド・グリーグ 振付：ダニイル・グレイヘンガウス                  | ドラマ『ゲーム・オブ・スローンズ』より - Pray (High Valyrian) 曲：マシュー・ベラミー - The Night King 作曲：ラミン・ジャヴァディ 振付：ダニイル・グレイヘンガウス/エテリ・トゥトベリーゼ | - Unstoppable 曲：シーア - セレナーデ 作曲：フランツ・シューベルト 編曲：フランツ・リスト |
| 2018-2019 | 映画『キル・ビル』より - バン・バン 曲：ナンシー・シナトラ - BATTLE WITHOUT HONOR OR HUMANITY 曲：布袋寅泰 振付：ダニイル・グレイヘンガウス            | - Kill The Target - KATANA GROOVE 曲：布袋寅泰映画『フィフス・エレメント』より - Lucia di lammermoor - The Diva Dance 曲：エリック・セラ 振付：ダニイル・グレイヘンガウス | - Unstoppable 曲：シーア - ビッグ・スペンダー 曲：ペギー・リー - ジャンピン・ジャック 曲：ビッグ・バド・ブードゥー・ダディー                                                                    |
| 2017-2018 | - ビッグ・スペンダー 曲：ペギー・リー - ジャンピン・ジャック 曲：ビッグ・バド・ブードゥー・ダディー                                                    | - 四季より『夏』 作曲：アントニオ・ヴィヴァルディ アレンジ：マックス・リヒター | - Your Heart Is As Black As Night 曲：メロディ・ガルドー |
| 2016–2017 | - Your Heart Is As Black As Night 曲：メロディ・ガルドー                                                                                               | - Galicia Flamenca 演奏：ジーノ・ダウリ | |
| 2015–2016 | - Paint It Black 曲：ヴァネッサ・カールトン | - Crystallize - My Immortal - Spontaneous Me 曲：リンジー・スターリング | |
| 2014–2015 | - メキシカン・ハット・ダンス 演奏：シンシナティ・ポップス・オーケストラ                                                                                | 映画『パンズ・ラビリンス』より - Pan's Lullaby 作曲：ハビエル・ナバレテ | |